# Paul Pierce
Paul Anthony Pierce (* 13. října 1977, Oakland, USA) je bývalý profesionální americký basketbalista, který odehrál 19 sezón v NBA. Je znám také pod přezdívkou „The Truth“ (Pravda). Byl členem čtyř týmů, většinu kariéry strávil u Boston Celtics.
Pierceovi náleží 15. místo v celkové tabulce střelců NBA s více než 26 tisíci body. O dva body překonal legendu Boston Celtics, amerického hráče s českými kořeny Johna Havliceka.

## Kariéra
- 1998–2013	Boston Celtics
- 2013–2014	Brooklyn Nets
- 2014–2015	Washington Wizards
- 2015–2017	Los Angeles Clippers